# 河南總督
河南總督，為清朝康熙、雍正年間設立的一個總督職位。

## 概述
顺治十八年，由直隶山东河南總督一職中分设直隸總督、河南總督、山東總督。康熙四年重新合并。
- 劉清泰（1661年—1665年）

雍正六年設立河南總督，又稱河東總督，由田文鏡擔任總督一職位，兼管河南、山東。雍正十三年缺裁。
- 田文鏡（1728年—1732年）
- 王士俊（1732年—1735年）